# 덤블도어의 군대
덤블도어의 군대는 J. K. 롤링의 소설 해리 포터 시리즈 및 파생 작품에 등장하는 가공의 조직이다.

## 개요
호그와트의 학생들이 해리 포터를 중심으로 모인 비밀 모임으로 헤르미온느 그레인저에 의해 창설되었다. 호그와트의 필요의 방에서 모임을 가졌고, 2년 뒤 호그와트의 전투에서 맹활약을 벌인다.

### 단원
- - 해리 포터
  - 네빌 롱바텀
  - 지니 위즐리
  - 루나 러브굿
  - 헤르미온느 그레인저
  - 론 위즐리
  - 한나 아보트
  - 케이티 벨
  - 수잔 본즈
  - 라벤더 브라운
  - 초 챙
  - 테리 부트
  - 마이클 코너
  - 시무스 피니간
  - 안젤리나 존슨
  - 리 조던
  - 딘 토마스
  - 프레드 위즐리
  - 조지 위즐리
  - 재커라이어스 스미스
  - 어니 맥밀란
  - 저스틴 핀치 플레츨리
  - 나이젤 울퍼트
  - 콜린, 데니스 크리비
  - 앨리샤 스피넷
  - 패르바티, 파드마 패틸

### 탈퇴
- - 마리에타 에지콤